# Arbesbach
Arbesbach osztrák mezőváros Alsó-Ausztria Zwettli járásában. 2019 januárjában 1623 lakosa volt.

## Elhelyezkedése

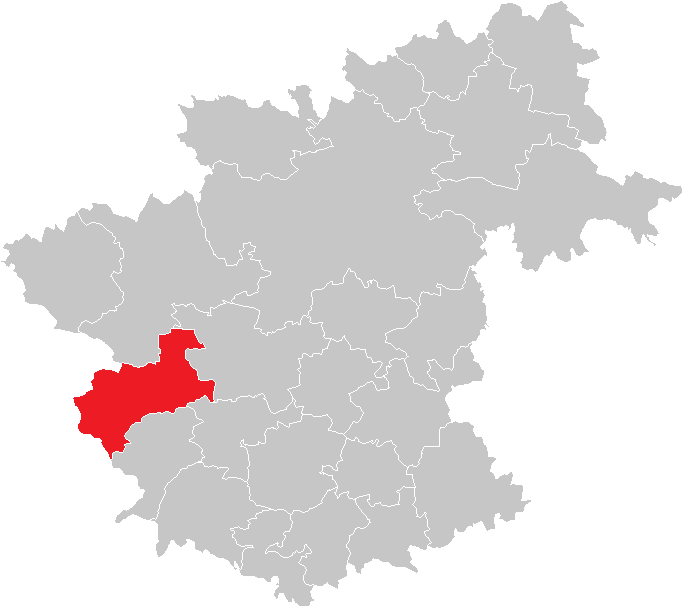
Arbesbach a Zwettli járásban

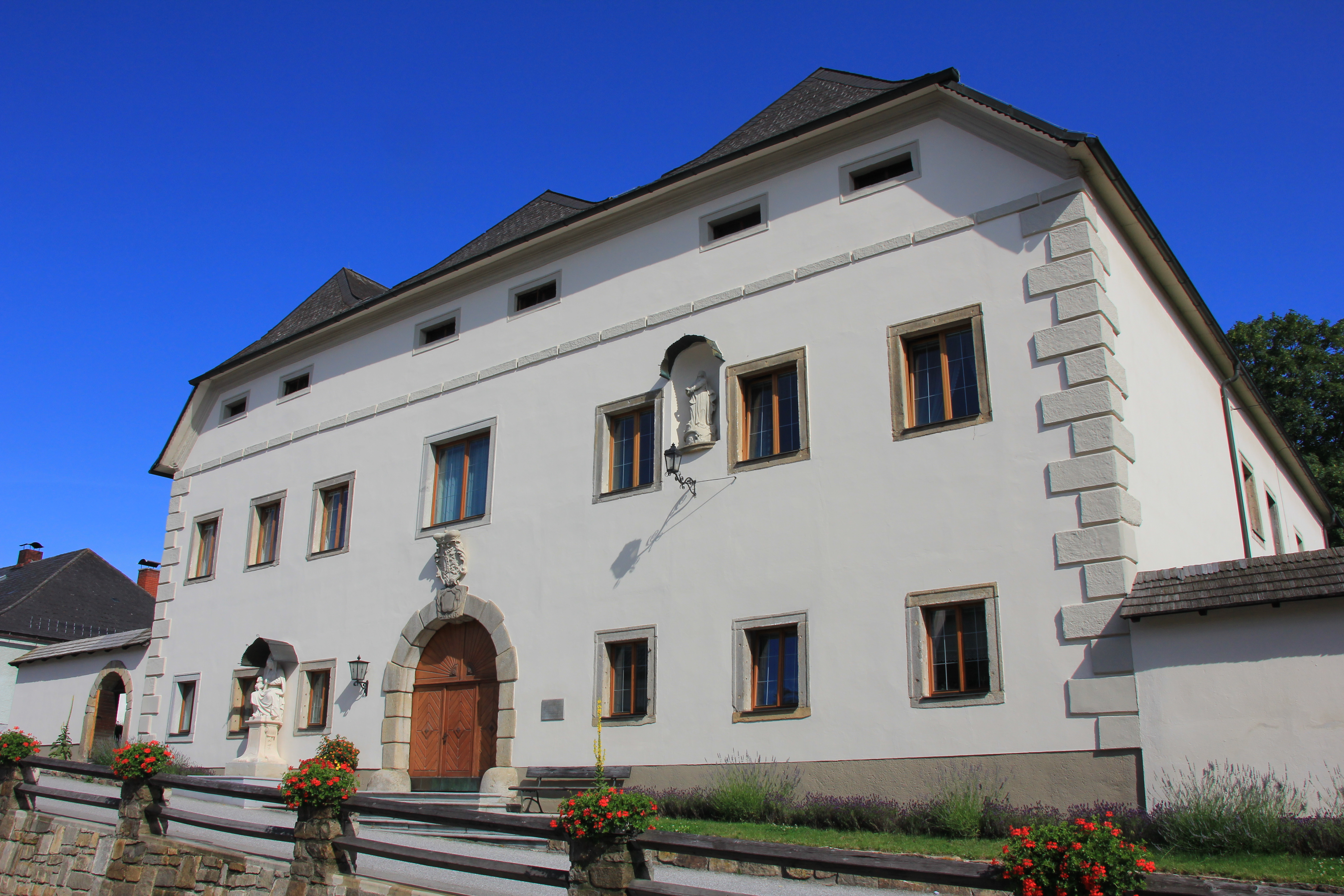
Az arbesbachi kastély

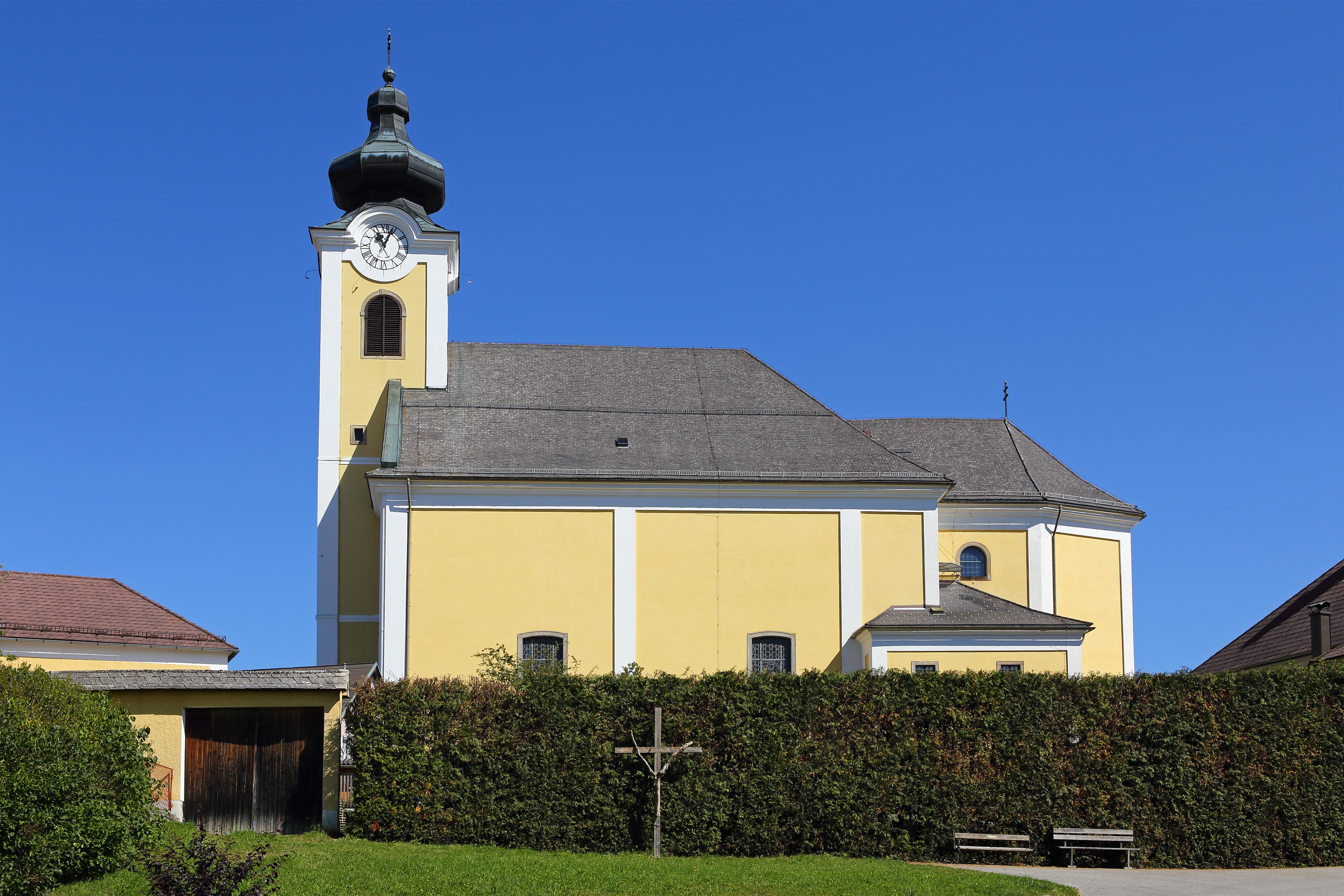
A Szt. Egyed-plébániatemplom

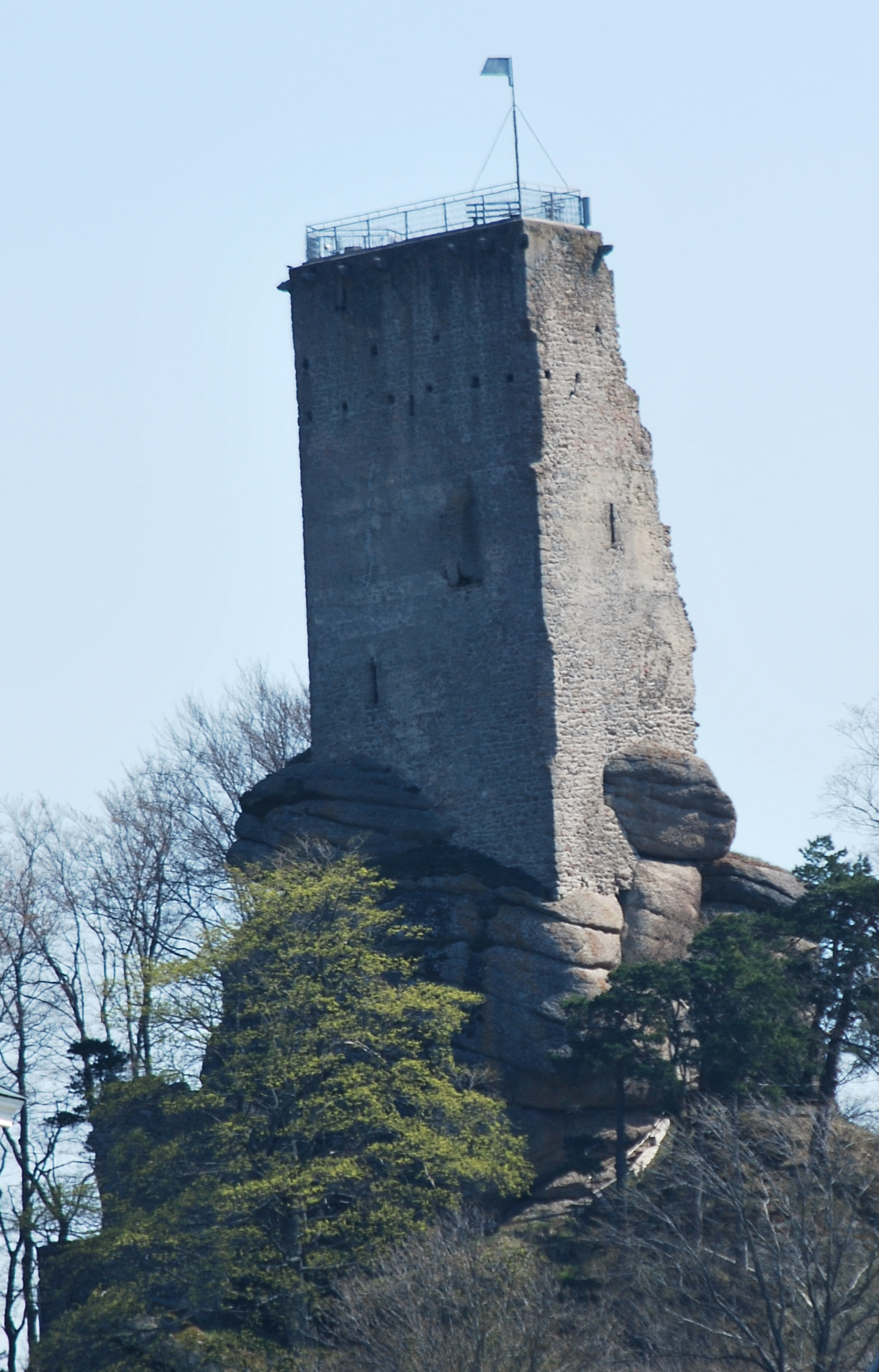
Az arbesbachi várrom

Arbesbach Alsó-Ausztria Waldviertel régiójában fekszik. Legfontosabb folyóvizei az Arbesbach és a Große Kamp. Területének 48,6%-a erdő. Az önkormányzat 12 településrészt és falut egyesít: Arbesbach (664 lakos 2019-ben), Brunn (139), Etlas (70), Haselbach (66), Kamp (65), Neumelon (49), Pretrobruck (73), Purrath (76), Rammelhof (149), Schönfeld (88), Schwarzau (62) és Wiesensfeld (122). A kataszteri közösségek Arbesbach, Brunn, Etlas, Haselbach, Kamp, Neumelon, Pretrobruck, Purrath, Rammelhof, Schönfeld, Schwarzau és Wiesensfeld.
A környező önkormányzatok: északra Groß Gerungs, keletre Rappottenstein, délkeletre Schönbach, délre Altmelon, délnyugatra Königswiesen, északnyugatra Liebenau (utóbbi kettő Felső-Ausztriában).

## Története
Arbesbach várát (az ún. "Waldviertel zápfogát") 1185-1190 között építette a befolyásos Kuenring-család a Spitz és Freistadt közötti út ellenőrzésére. A vár alatt a 13. században jött létre a település, melynek egyházközségét 1246-ban említik először. Mezővárosi jogait a 14. század végén kapta meg.
A várat és az uradalmat a 13 században a Falkensteinek, majd a Capell, Pottendorf és Klingenberg családok örökölték meg. 1348-tól a Dachsbergek ideiglenesen egyesítették rappottensteini birtokukkal, amelyet 1423-ban a Starhembergek szereztek meg tőlük.
A várat a csehek 1480-ban elfoglalták, a későbbiekben nem javították ki és fokozatosan romba dőlt. A 16. században Arbesbach a törökök elleni őrvonal része volt. 1593-ban II. Erasmus von Starhemberg megépíttette a kastélyt a város főterén. A mezőváros lakossága 1567-re protestáns többségűvé vált és az egyházközségben 1630-if Luther követői tartottak istentiszteletet; ezután az ellenreformáció keretében rekatolizálták őket. Sokan Németországba (elsősorban Frankóniába) települtek át. 1617-ben a Hackelbergek, majd 1675-ben a Dietrichsteinek szerezték meg a birtokot. 1877-ben mai tulajdonosa, az Altzinger család vásárolta meg a kastélyt.
1967-ben Purrath és Rammelhof, 1970-ben pedig Pretrobruck és Wiesensfeld községeket kapcsolták Arbesbach önkormányzatához.

## Lakosság
Az arbesbachi önkormányzat területén 2019 januárjában 1623 fő élt. A lakosságszám 1971-ig 1700-1900 között ingadozott, azóta enyhe csökkenés tapasztalható. 2017-ben a helybeliek 98,7%-a volt osztrák állampolgár; a külföldiek közül 0,4% a régi (2004 előtti), 0,6% az új EU-tagállamokból érkezett. 2001-ben a lakosok 99%-a római katolikusnak, 0,3% pedig felekezeten kívülinek vallotta magát.
A lakosság számának változása:
| Lakosok száma | 1677 | 1638 | 1587 |
|               | 2016 | 2018 | 2023 |

## Látnivalók
- az arbesbachi vár romjai
- a Szt. Egyed-plébániatemplom
- az 1615-ből származó pellengér a főtéren
- a 17. századi vesztőhely
- az arbesbachi medveotthon

## Fordítás
- Ez a szócikk részben vagy egészben  az   Arbesbach című német Wikipédia-szócikk ezen változatának fordításán alapul.  Az eredeti cikk szerkesztőit annak laptörténete sorolja fel. Ez a jelzés csupán a megfogalmazás eredetét és a szerzői jogokat jelzi, nem szolgál a cikkben szereplő információk forrásmegjelöléseként.